# House Party - La grande festa
House Party - La grande festa (House Party: Tonight's the Night) è un film commedia direct to video del 2013, diretto da Darin Scott e prodotto dalla Warner Premiere. È il remake di House Party, prodotto nel 1990 dalla New Line Cinema e diretto da Reginald Hudlin.

## Trama
In una tranquilla cittadina americana, Chris sta per terminare il liceo per andare al college, ma dovrà, a malincuore, abbandonare il suo migliore amico, Dylan, con cui condivide la passione per il rap, ed Autumn, la ragazza di cui è innamorato dalla seconda elementare, che però è impegnata con Quentin, una persona presuntuosa, prepotente ed arrogante. L'unica soluzione per conquistarla per Chris, insieme a mettere in mostra le sue qualità di rapper, è quella di organizzare una festa a casa sua, insieme a Dylan, ideatore dell'evento, approfittando dell'assenza dei suoi genitori e speranzoso che tutto sia come nuovo, una volta finita la festa, ma gli eventi prenderanno delle pieghe decisamente inaspettate e la serata non sarà delle più facili.

## Produzione
Il 30 agosto 2012 la Warner Bros. annunció la realizzazione del film. Le riprese iniziarono il 24 settembre 2012 a Città del Capo, in Sudafrica.

## Distribuzione
Il film venne distribuito il 23 luglio 2013 come direct to video.